# Sous-unité ribosomique 50S

Sous-unité ribosomique 50S dHaloarcula marismortui : l'ARNr 23S est représenté couleur saumon et l'ARNr 5S en jaune tandis que les protéines ribosomiques associées sont en bleu. Le point vert apparaissant furtivement au centre de la molécule est le site actif du ribozyme 23S.

La sous-unité ribosomique 50S est la plus grande des deux sous-unités constituant les ribosomes des procaryotes. Il s'agit d'un complexe ribonucléoprotéique constitué de deux ARN ribosomiques — l'ARNr 23S et l'ARNr 5S — et de protéines ribosomiques.
Elle est la cible d'antibiotiques tels que les macrolides, le chloramphénicol, la clindamycine et les pleuromutilines (en).
Elle intervient dans la formation de la liaison peptidique entre les acides aminés lors de la biosynthèse des protéines par le ribosome, empêche l'hydrolyse prématurée du polypeptide en cours de croissance, fournit un site de liaison aux facteurs de protéines G (assistance à l'amorçage, à la croissance et à la terminaison du polypeptide) et assiste le repliement des protéines nouvellement synthétisées.